# Atrococcus colchicus
Atrococcus colchicus   (лат.) — вид полужесткокрылых насекомых-кокцид рода Atrococcus из семейства мучнистые червецы (Pseudococcidae).

## Распространение
Кавказ: Грузия.

## Описание
Питаются соками злаковых растений, например, таких как Festuca montana (Poaceae). 
Вид был впервые описан в 1960 году советским и грузинским энтомологом З. К. Хаджибели вместе видами Neotrionymus ibericus, Exaeretopus stipae и Luzulaspis agropyri. Atrococcus colchicus включён в состав рода Atrococcus вместе с видами A. altaicus, A. bartangica, A. groenlandensis, A. labiatarum, A. luffi, A. gouxi, A. melanovirens, A. pauperculus, A. salviae, A. saxatilis, A. suaedae, A. zirnitsi и другими таксонами.